# Abu Rawash

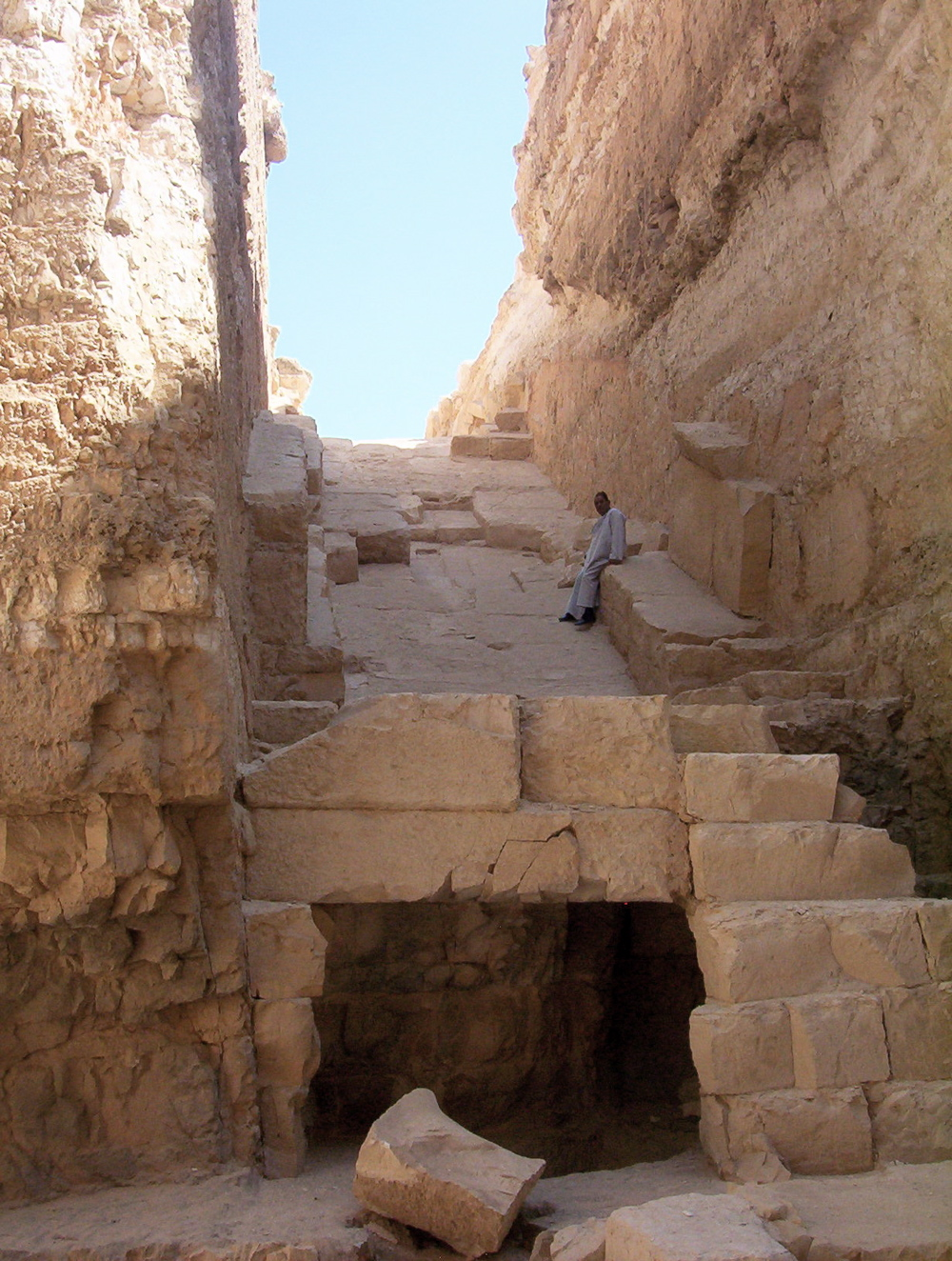
Vigilant en les restes d'Abu Rawash a l'ombra de la piràmide de Djedefre

Abu Rawash (àrab: أبو رواش, Abũ Rawwāx) és un llogaret d'Egipte prop del qual hi ha l'anomenada piràmide inacabada d'Abu Rawash, que podria ser el temple mortuori del faraó Djedefre de la dinastia IV. El nom apareix també com a Abu Rowash i Abu Roash (Abu Roaš)
La regió és el Djebel Abu Rawash, que s'aixeca uns 150 metres i està limitada al nord pel Wadi Qarun i al sud pel Wadi al-Hassanah. El llogaret d'Abu Rawash està en aquesta elevació, a uns 8 km al nord de les piràmides de Gizeh i 15 km a l'oest del Caire. Fa part del Djebel al-Ghigiga, que marca l'oest de la vall del Nil a la zona al nord de Memfis.
Hi ha restes de tres piràmides, dues d'elles de pedra, sent la principal la de Radjedef, successor de Kheops, prop de la qual s'han trobar les tombes dels seus funcionaris. La tercera piràmide és de tova i originalment tenia 145 metres. A la zona, també hi ha alguns cementiris, predinàstics, de l'Imperi antic, i del període grecoromà.